# Аничков, Николай Адрианович
Никола́й Адриа́нович Ани́чков (1809—1892) — русский дипломат; тайный советник.

## Биография
Родился 3 (15) июля 1809 года; происходил из московских дворян Аничковых; сын статского советника Адриана Фёдоровича Аничкова (1759—1831) — члена Вотчинного департамента (в 1802—1803 годах). По окончании в 1827 году курса в Московском университете, служил некоторое время по выборам московского дворянства.
В 1828 году поступил на службу в департамент внешней торговли (позднее департамент таможенных сборов) Министерства финансов, но вскоре перешёл в департамент уделов, а в 1832 году был назначен чиновником особых поручений при департаменте по морской части.
В 1834 году, после непродолжительной отставки, поступил в Азиатский департамент Министерства иностранных дел и в 1838 году был направлен генеральным консулом в Тавриз (ныне Тебриз) и с тех пор его деятельность сосредоточилась в Персии. С 29 декабря 1851 года был членом-соревнователем Кавказского отделения Императорского Русского географического общества.
Произведённый 30 марта 1852 года в действительные статские советники, Аничков через два года после этого стал управлять русской миссией в Тегеране, а через четыре был назначен чрезвычайным посланником и полномочным министром при дворе персидского шаха.
Согласно отзывам современников: «Аничков принадлежал к числу опытных и искусных русских дипломатов». Во время Крымской войны он с большим умением парализовал агитаторскую деятельность в Персии англичан, уговаривавших шаха примкнуть к туркам и действовать вместе с ними против Русской императорской армии. Благодаря твёрдому и решительному характеру Аничкова, персы удержали разные мелкие племена от враждебных действий против русских и помогли сосредоточить русские войска в Малой Азии. Взятие Карса явилось отчасти результатом дипломатических усилий российской дипмиссии в Тегеране.
В 1861 году Аничков был произведён в тайные советники, а в 1863 году, уволен в отставку по состоянию здоровья.
В 55-летнем возрасте женился; в метрической книге посольской церкви было записано, что у тайного советника Николая Андриановича Аничкова и его жены, Марии Богдановны родилась дочь Ольга.
Умер 3 (15) марта 1892 года. Вероятно, в Петербургском некрополе ошибочно было указано его отчество (Иванович) и год смерти (1891) — вместе с Марией Николаевной Аничковой (ум. 14 декабря 1891 года).

## Награды
- орден Св. Станислава 2-й ст. (04.08.1842)
- орден Св. Анны 2-й ст. (06.06.1847)
- орден Св. Владимира 3-й ст. (06.12.1848)
- орден Св. Станислава 1-й ст.
- орден Св. Анны 1-й ст.
- орден Св. Владимира 2-й ст.

иностранные
- персидский орден Льва и Солнца 2-й ст. со звездой